# Erythronium californicum
Erythronium californicum es una especie de planta fanerógama perteneciente a la familia de las liliáceas conocida con el nombre común de California fawn lily. Es endémico de las montañas costeras del norte de California.

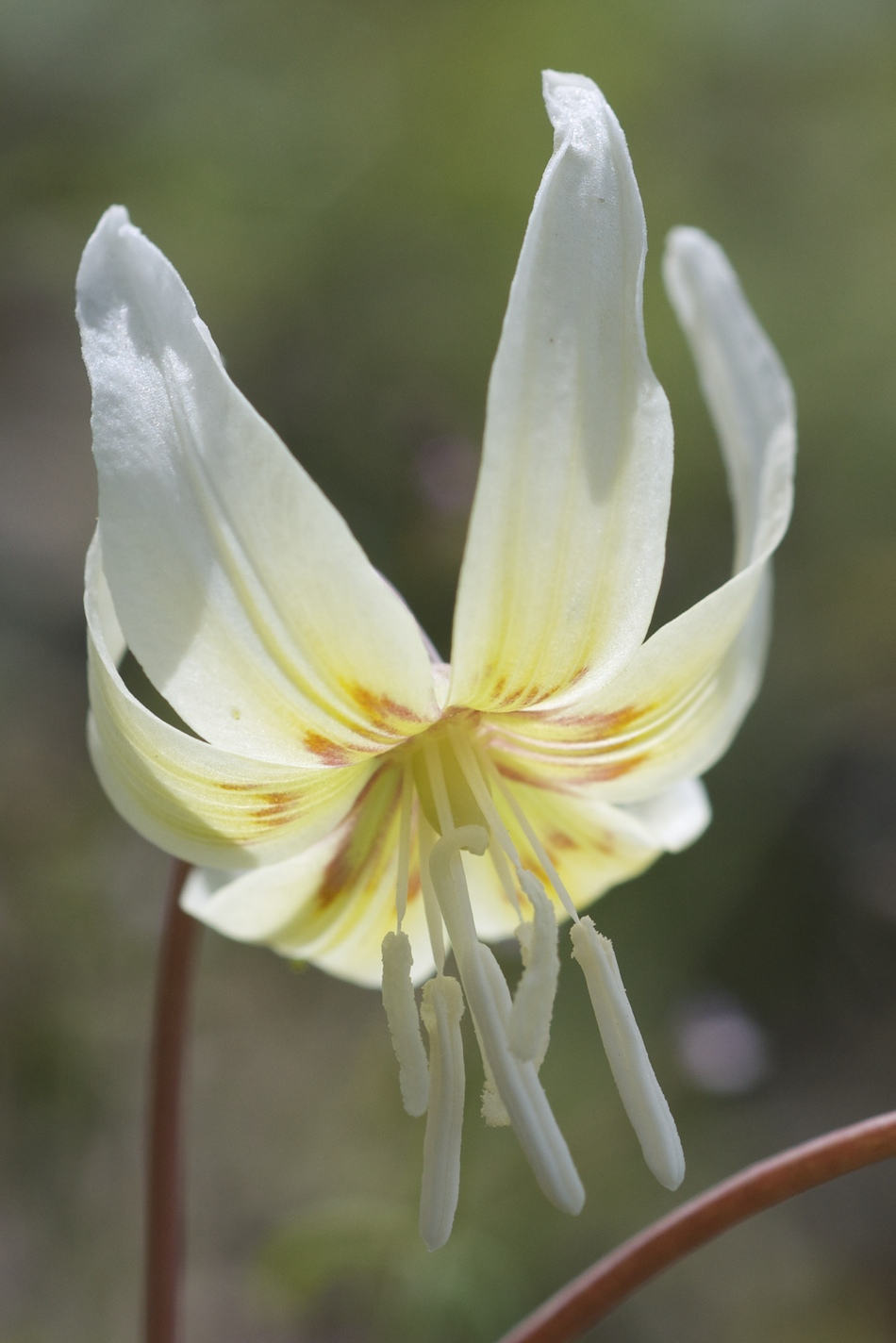
Detalle de la flor

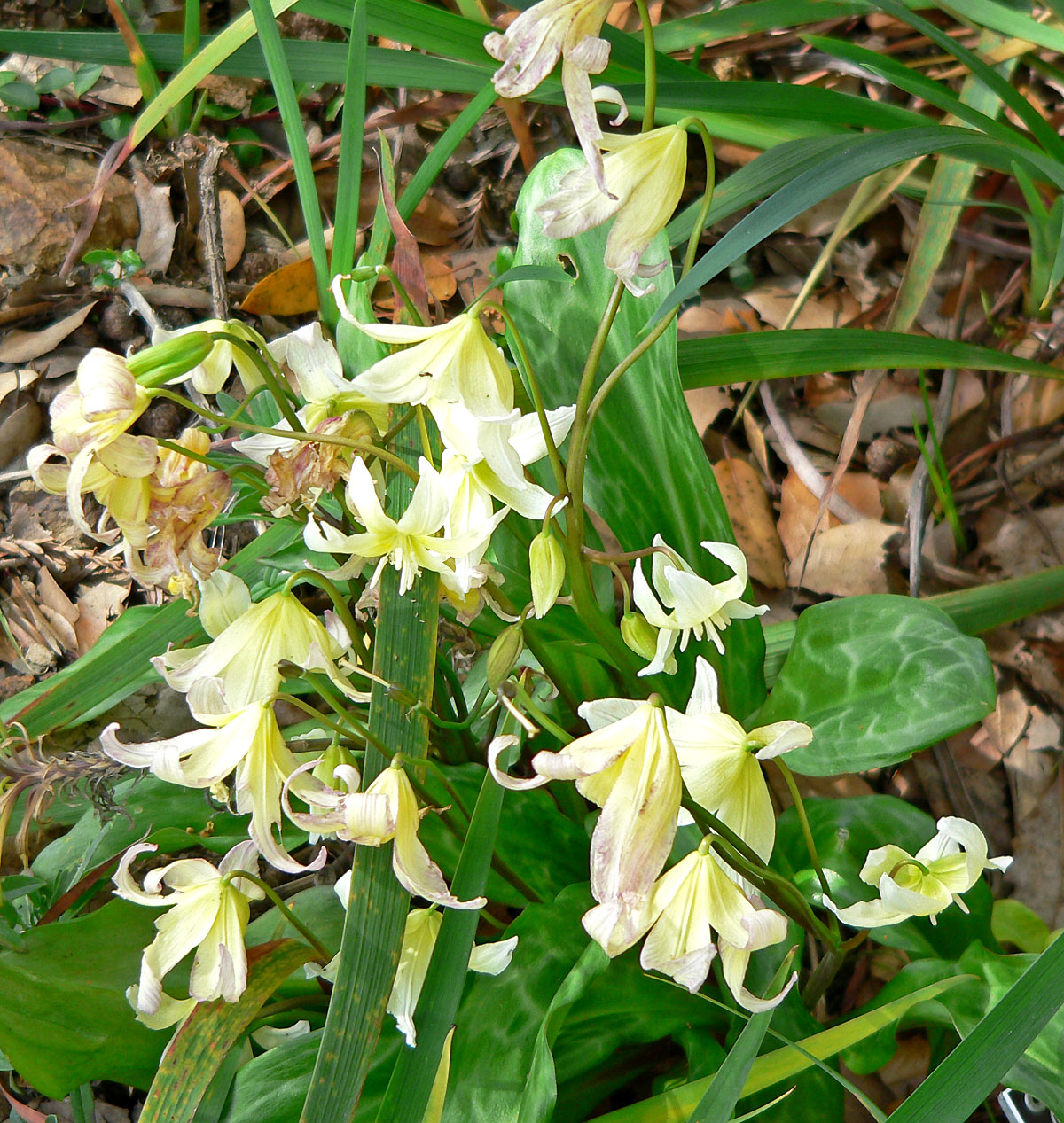
Vista de la planta en su hábitat

## Descripción
La planta crece a partir de un bulbo de 3 a 6 centímetros de ancho y produce dos hojas basales, que son de color verde, a veces con manchas marrones. Los tallos son de color rojizo-verde, alcanzando hasta 30 centímetros de altura, y llevan de una a tres flores. La flor tiene los tépalos de color blanco amarillento de 2 a 4 centímetros de largo, a veces con bandas rojas o marrón o con franjas hacia las bases. Los estambres, anteras y estigma son de color blanquecino.

## Taxonomía
Erythronium californicum fue descrita por  Carlton Elmer Purdy    y publicado en Flora and Sylva 2(17): 253–254. 1904.
Etimología
Erythronium: nombre genérico que  se refiere al color de las flores de algunas de sus especies de color rojo (del griego erythros = rojo), aunque también pueden ser de color amarillo  o blanco.
californicum: epíteto geográfico que alude a su localización en California.
Sinonimia
- Erythronium giganteum Lindl., Edwards's Bot. Reg. 21: t. 1786 (1835).
- Erythronium grandiflorum var. giganteum (Lindl.) Hook., Fl. Bor.-Amer. 2: 182 (1838).
- Erythronium revolutum var. bolanderi S.Watson, Proc. Amer. Acad. Arts 26: 129 (1891).
- Erythronium grandiflorum f. giganteum (Lindl.) Voss, Vilm. Blumengärtn. ed. 3, 1: 1115 (1895).
- Erythronium bolanderi (S.Watson) Baker, Gard. Chron. 1897(1): 299 (1897).[3]